# Araneus seensis
Araneus seensis är en spindelart som beskrevs av Tatyana I. Oliger 1991. Araneus seensis ingår i släktet Araneus och familjen hjulspindlar. Inga underarter finns listade i Catalogue of Life.